# Dornfelder

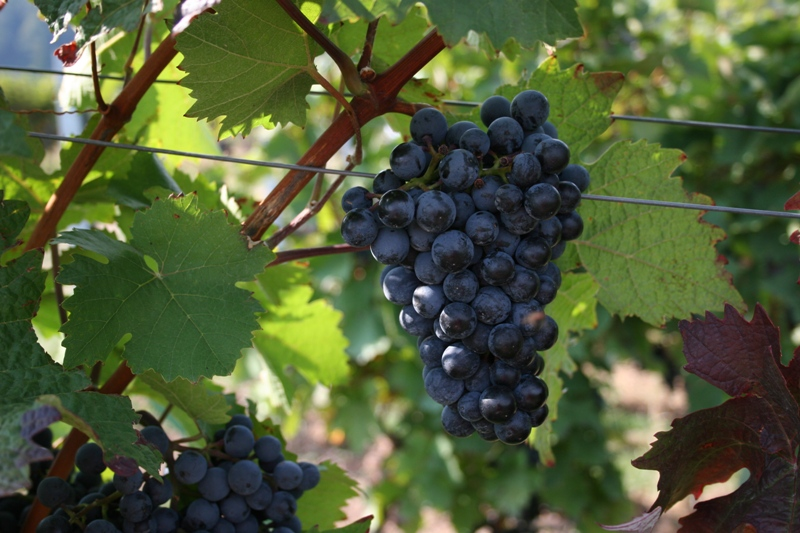
Hrozen a listy odrůdy Dornfelder

Dornfelder (zkratka Dr) je středně pozdní moštová, výjimečně též stolní odrůda révy vinné (Vitis vinifera), používaná k výrobě červených vín. Odrůda byla vyšlechtěna v roce 1955 v Německu, ve Státním učebním a výzkumném ústavu vinařském ve Weinsbergu, křížením odrůd Helfensteiner a Heroldrebe.
Helfensteiner je německý kříženec odrůd Jakubské (Pinot Précoce Noir) x Trolínské (Schiava Grossa), Heroldrebe pak německý kříženec odrůd Modrý Portugal x Frankovka. Obě rodičovské odrůdy pocházejí z dílny známého německého šlechtitele Augusta Herolda a vznikly též ve Státním učebním a výzkumném ústavu vinařském ve Weinsbergu.

## Popis

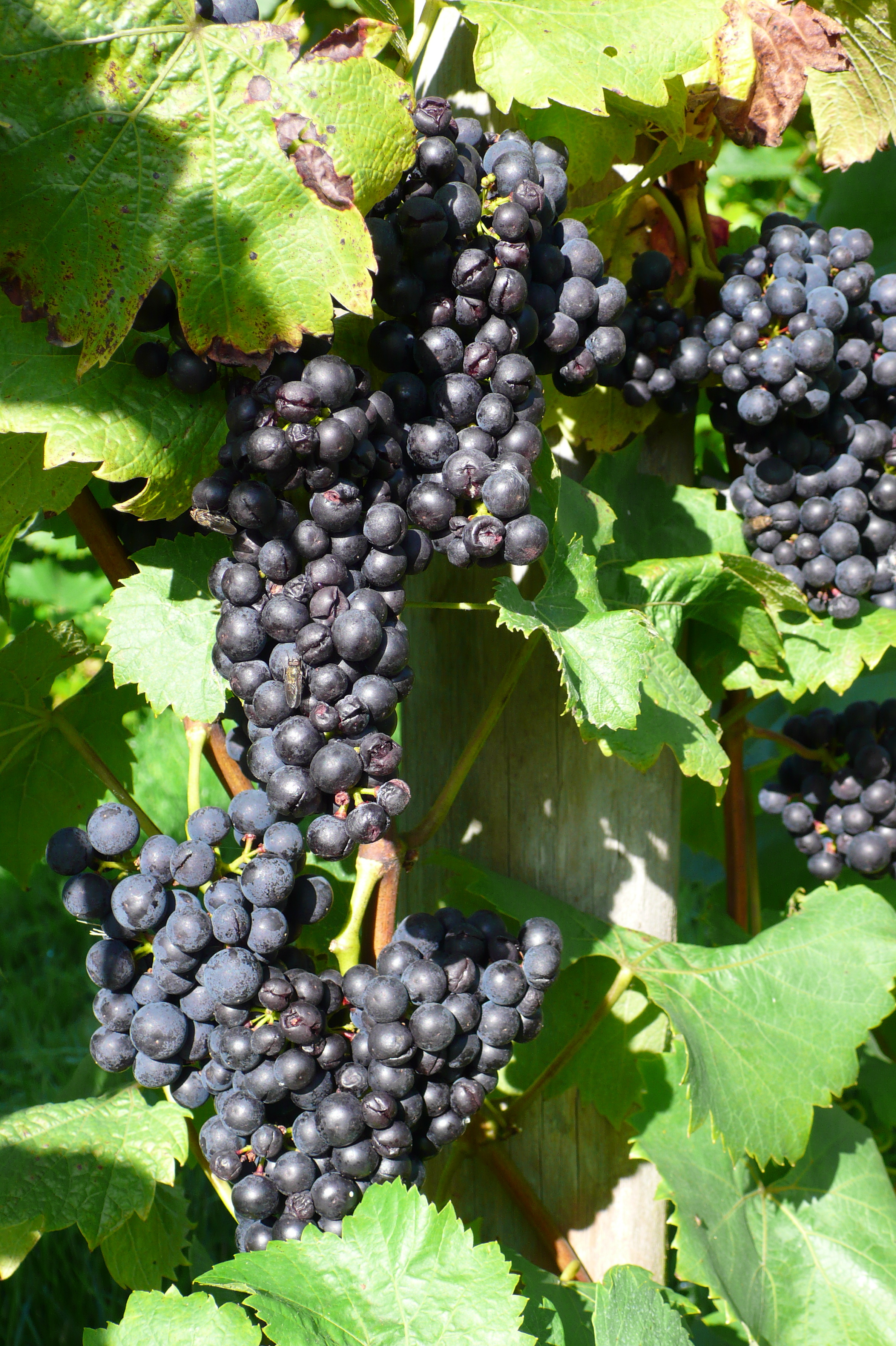
Dornfelder na anglických vinicích

Réva vinná (Vitis vinifera) odrůda Dornfelder je jednodomá dřevitá pnoucí liána, dorůstající v kultuře až několika metrů. Kmen tloušťky až několik centimetrů je pokryt světlou borkou, která se loupe v pruzích. Úponky révy umožňují této rostlině pnout se po pevných předmětech. Růst je bujný s polovzpřímenými letorosty, réví je silné. Včelka je silně ochlupená, bílá s červenými okraji lístků. Vrcholky letorostů jsou otevřené, silně bíle vlnatě ochmýřené, málo pigmentované antokyaniny, šedozelené barvy, načervenalé. Apikální mladé lístky jsou světle měďnatě červenavé barvy. jednoleté réví je žlutavě hnědé.
List révy je středně velký až velký, tmavozelený, tvar čepele je srdcovitý, pětilaločnatý s mělkými až středně hlubokými výkroji, horní boční výkroje jsou většinou uzavřené, s oblým až plochým dnem, dolní boční výkroje otevřené s oblým dnem. Vrchní strana čepele listu je silně až velmi silně puchýřnatá, jemně vrásčitá, spodní hustě štětinatá, řapíkový výkroj je lyrovitý, lehce až široce překrytý s průsvitem, vzácněji otevřený, řapík listu je středně dlouhý, načervenalý stejně jako žilnatina listu v okolí řapíku. Koncem vegetace se list zbarvuje intenzívně červeně.
Oboupohlavní pětičetné květy v hroznovitých květenstvích jsou žlutozelené, samosprašné. Plodem je středně velká až velká bobule, která je okrouhlá až široce eliptická, tmavomodré až modročerné barvy, s voskovým povlakem, dužina je takřka bez zabarvení až slabě zabarvená antokyaniny, rozplývavá, plné chuti, slupka obsahuje velké množství barviva. Hrozen je střední až velký (159 g), řídký až středně hustý, válcovitě-kuželovitý, křídlatý, se středně dlouhou stopkou.

## Původ a rozšíření
Dornfelder je moštová odrůda révy vinné (Vitis vinifera). Byla vyšlechtěna roku 1955 v Německu, ve Státním učebním a výzkumném ústavu vinařském ve Weinsbergu křížením odrůd Helfensteiner a Heroldrebe. Šlechtitelem je August Herold (1902–1973).
V Německu byla odrůda roku 2007 pěstována na 8 % osazené plochy vinic, tedy na 8.185 hektarech, převážně v oblastech Rheinhessen a Pfalz, té době byla druhou nejpěstovanější modrou odrůdou po odrůdě Rulandské modré. Na menších plochách ji najdeme ve Švýcarsku (roku 2007 na 20,3 ha), ale také v okrajových vinařských oblastech Evropy, například v Anglii, Nizozemsku, Lucembursku, v Belgii atd.
Do Státní odrůdové knihy České republiky byla odrůda zapsána roku 2004. V Listině registrovaných odrůd SR není zapsána. V ČR se pěstuje na Moravě, hojněji v podoblastech Mikulovská a Velkopavlovická, na Mutěnicku, Velkopavlovicku a na Bzenecku, roku 2007 na 40,5 ha. Roku 2010 byla vysazena na 0,6 % plochy vinic, průměrné stáří vinic bylo v té době 6 let. Udržovateli odrůdy v ČR jsou Prof. Vilém Kraus a Ing. Alois Tománek.

## Název
Název nese odrůda po zakladateli první vinařské školy v Německu, Immanuelu Dornfeldovi (1796–1869). Další, lokálně používaná synonyma a šlechtitelské názvy odrůdy Dornfelder jsou : Дорнфелдер (Rusko), We S 341, Weinsberg S 341.

## Kříženci odrůdy
Odrůda je často používána jako partner při šlechtění nových odrůd, jako slibný kříženec se jeví například Cabernet Dorio (Dornfelder x Cabernet Sauvignon) a dále odrůdy Cabernet Dorsa, Monarch a Acolon.

## Pěstování
Odrůda pouze průměrně dobře odolává zimním mrazům, jarní mrazy ji nepoškozují vzhledem ke středně pozdní době rašení, nemá sklon ani ke sprchávání. Díky vysoké plodnosti je řazena mezi odrůdy kvantitativní, dobře plodí již první očka jednoročního dřeva. Má to však za následek nepříznivý poměr list-úroda, což zhoršuje kvalitu moštu a někdy může způsobovat i slabší vyzrávání dřeva révy, i když obecně réví vyzrává dobře. Odrůda vyžaduje regulaci úrody, prosvětlování listů i střapců, co nejpozdnější sběr a také přiměřeně dlouhou dobu vyzrávání vína v sudech. Vysoká plodnost vede k nedostatku hořčíku (odumírání střapců) a ke chloróze, následně ke ztrátě vitality keře. Hodí se pro většinu vedení bez nároků na specifický řez, vhodné jsou delší tažně. Odrůda vyžaduje v závislosti na typech půdy silně rostoucí, bujnější podnože, doporučované jsou T 5C, SO-4, Cr 2 a 125 AA. Dále je náročná na vyváženou výživu s důrazem na dostatek hořčíku a draslíku a jejich poměr v půdě 2:1. Plodnost je vyšší, 10–15 t/ha při cukernatosti 16–19 °NM a aciditě 8,5–10,5 g/l.

### Fenologie
Doba rašení oček je středně pozdní, doba květu středně pozdní až pozdní, odrůda dozrává středně pozdně. Sklizňová zralost začíná ve druhé dekádě září až v první dekádě října, v závislosti na stupni požadovaného přívlastku.

### Choroby a škůdci
Proti napadení plísní révovou (Plasmopara viticola) je odrůda odolná, proti napadení padlím révovým (Uncinula necator) i plísní šedou (Botrytis cinerea) je středně odolná. Za deštivého podzimu dochází k praskání bobulí a k rychlému napadení plísní šedou.

### Poloha a půdy
Na stanoviště je odrůda poměrně náročná, nesnáší sucho. Naopak jí vyhovují úrodné, vododržné, humózní a hlubší půdy. Žádá si výhradně svahovité, dobře exponované polohy. Plodí ale velmi silně, proto se nehodí ani do velmi úrodných půd, kde pokulhává kvalita za kvantitou.

## Víno

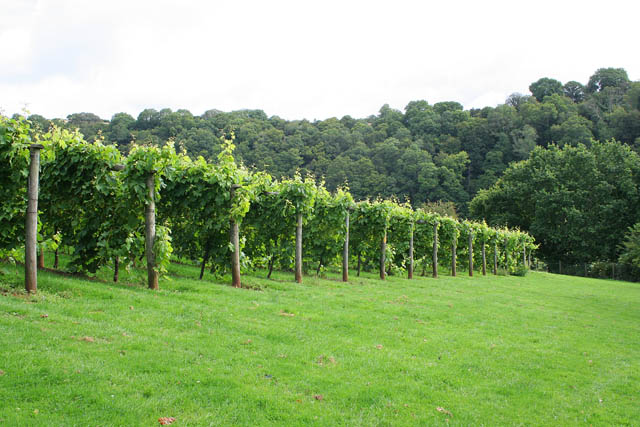
Odrůdové víno Dornfelder (Velká Británie)

Z pohledu kvality víno této odrůdy v hodnocení předstihuje oba své rodiče, je však výraznější a není tak jemné jako například Rulandské modré. Důvodem je vysoká plodnost, kdy při vyšší výnosnosti (nad 16 tun z hektaru) dosahuje cukernatosti pouze 14–16° ČNM (tj. asi 60–70 °Oe německé stupnice). V dobrých ročnících nebo při redukci úrody však dosahuje přívlastkové cukernatosti a lze z něj vyrobit výborné harmonické červené víno. Při vyšších cukernatostech hroznů bývá obsah kyselin v moštu okolo 7–9 g/l, což lze označit jako velmi vhodné východisko pro výrobu lahvově zrajících vín. Odrůda má též vyšší obsah antokyaninových barviv ve slupce.
Odrůdové víno je výrazně tmavě červené, s pronikavým ovocitým aroma, extraktívní až tělnaté v chuti, s doznívajícím vjemem po kyselinách, podle ročníku až velmi výrazným. Vína jsou obvykle výborné kvality, bývají však více vhodnější ke scelování než jako vína krycí, přičemž původnímu vínu již při svém malém objemu vnucují svůj charakter, proto je třeba podíl odrůdy v základním víně volit velmi pečlivě. Typická odrůdová vína jsou tmavě granátová, jemně aromatická, ve vůni mají svěží ovocné tóny, chuť je středně plná až plná podle úrody a technologie.
Ve vůni a chuti najdeme například lesní plody, brusinky, ořechy, někdy i zelenou papriku u vín z méně vyzrálých hroznů. Většinou jsou vína určena k pití jako mladá. Jen velmi plná vína z malé sklizně jsou vhodná pro školení v sudech barrique, pro střednědobé zrání a archivaci. Hrozen odrůdy je líbivý, chuť bobule je příjemná bez specifických zvláštností, proto může být v příznivých podmínkách využíván i pro přímou konzumaci.

### Stolování
Svěží vína se hodí k těstovinám, plná vína podáváme k těžším či kořeněným úpravám masa, grilovaným pokrmům, zvěřině a výrazným sýrům.

### Multimédia
- Ing. Radek Sotolář : Multimediální atlas podnožových, moštových a stolních odrůd révy, Mendelova zemědělská a lesnická universita Brno, zahradnická fakulta v Lednici